# Condado de Lodosa

Escudo del municipio de Lodosa (Navarra), de donde fueron señores los condes de Lodosa

El Condado de Lodosa es un título nobiliario español creado el 25 de abril de 1605 por el rey Felipe III, a favor de Juan Hurtado de Mendoza y Navarra, V señor de Lodosa y caballero de la Orden de Calatrava. El título fue rehabilitado en 1899 por el XI conde, Vicente Pío Ruiz de Arana
Su denominación hace referencia al municipio de Lodosa en Navarra (España)

## Condes de Lodosa
|                                 | Titular                                                | Periodo                 |
| Creación por Felipe III         | Creación por Felipe III                                | Creación por Felipe III |
| ------------------------------- | ------------------------------------------------------ | ----------------------- |
| I                               | Juan Hurtado de Mendoza y Navarra                      | 1605-                   |
| II                              | María de Navarra y Mendoza                             |                         |
| III                             | Juan Hurtado de Mendoza y Navarra                      |                         |
| IV                              | Juan Mateo Mendoza y Venegas                           |                         |
| V                               | Francisco Antonio Mendoza y Venegas                    |                         |
| VI                              | Luis de Moscoso Osorio Messía de Guzmán Mendoza        | ? -1705                 |
| VII                             | Antonio Gaspar de Moscoso Osorio y Aragón              | 1705-1725               |
| VIII                            | Ventura Osorio de Moscoso y Guzmán Dávila              | 1725-1746               |
| IX                              | Ventura Osorio de Moscoso y Fernández de Córdoba       | 1746-1776               |
| X                               | Vicente Joaquín Osorio de Moscoso y Guzmán             | 1776-1816               |
| XI                              | Vicente Isabel Osorio de Moscoso y Álvarez de Toledo   | 1816-1837               |
| XII                             | Vicente Pío Osorio de Moscoso y Ponce de León          | 1837-1864               |
| XIII                            | José María Osorio de Moscoso                           | 1864-1881               |
| Rehabilitación por Alfonso XIII |                                                        |                         |
| XIV                             | Vicente Pío Ruiz de Arana y Osorio de Moscoso          | 1899-1946               |
| XV                              | María Teresa Ruiz de Arana y Fontagud                  | 1946- ?                 |
| XV                              | María del Perpétuo Socorro Osorio de Moscoso y Reynoso | ? -1976                 |
| XVI                             | María de los Dolores Barón y Osorio de Moscoso         | 1976-2002               |
| XVII                            | Luis María Gonzaga de Casanova-Cárdenas y Barón        | 2002-actual titular     |

## Historia de los Condes de Lodosa
- Juan Hurtado de Mendoza y Navarra, I conde de Lodosa. Le sucedió su hija:

- María de Navarra y Mendoza, II condesa de Lodosa.

1. Casó con Juan Hurtado de Mendoza y Arellano, VIII señor de Morón. Le sucedió:

- Juan Hurtado de Mendoza y Navarra,III conde de Lodosa, conde de Castilnovo, señor de Morón (de Almazán).

1. Casó con María de Venegas Espinosa y Beregues. Le sucedió:

- Juan Mateo de Mendoza y Venegas, IV conde de Lodosa, conde de Castilnovo, señor de Morón.

1. Convivió, sin matrimonio, con Petronila Montes. Le sucedió:

- Francisco Antonio de Mendoza y Venegas, V conde de Lodosa, conde de Castilnovo.

-A partir del quinto conde de Lodosa, este Título recae en el VIII conde de Altamira, quedando integrado entre los Títulos de esta Casa.
- Luis de Moscoso Osorio Messía de Guzmán Mendoza y Rojas (1657-1705), VI Condado de Lodosa, VIII conde de Altamira, VI marqués de Almazán, X conde de Monteagudo de Mendoza, VII marqués de Poza. Fue embajador de España en Roma.

1. Casó, en primeras nupcias, con Mariana de Benavides Ponce de León, hija de Luis de Benavides y Carrillo de Toledo, marqués de Frómista, marqués de Caracena, conde de Pinto y de Catalina Ponce de León y Aragón, hija de Rodrigo Ponce de León IV duque de Arcos.
2. Y en segundas núpcias casó con Ángela Folch de Aragón, Camarera mayor de palacio, hija de Raimundo Fotch de Cardona y Aragón, VII duque de Cardona, VI duque de Segorbe, V marqués de Comares, VII marqués de Pallars, XXXVII conde de Ampurias, XII conde de Prades, vizconde de Villamur y barón de Entenza. Le sucedió, de su segundo matrimonio, su hijo:

- Antonio Gaspar de Moscoso Osorio y Aragón (†1725), VII conde de Lodosa, IX conde de Altamira, VII marqués de Almazán, XI conde de Monteagudo de Mendoza, VII marqués de Poza, III marqués de Morata de la Vega, V duque de Sanlúcar la Mayor, IV marqués de Leganés, VI conde de Arzarcóllar. Fue el influyente Sumiller de Corps de los Reyes Felipe V y Luis I.

1. Casó con Ana Nicolasa de Guzmán y Córdoba Osorio Dávila XIV marquesa de Astorga, VII marquesa de Velada, V marquesa de San Román, VI marquesa de Villamanrique, XIII marquesa de Ayamonte, XIV condesa de Trastámara , VI condesa de Saltés, XV condesa de Nieva y XII condesa de Santa María de Ortigueira, hija de Melchor de Guzmán XIII marqués de Astorga, VI de Velada, IV de San Román (antigua denominación), V de Villamanrique, VIII de Ayamonte, XIII conde de Trastámara y de Santa Marta, y de su mujer Mariana de Córdoba, hija de Luis Ignacio Fernández de Córdoba y Aguilar VI marqués de Priego y VI Ducado de Feria. Le sucedió su hijo:

- Ventura Osorio de Moscoso y Guzmán Dávila y Aragón (1707-1734/46), VIII conde de Lodosa, X conde de Altamira, VI duque de Sanlúcar la Mayor, VI duque de Medina de las Torres, XIV marqués de Astorga, VIII marqués de Almazán, IX marqués de Poza, IV marqués de Morata de la Vega, V marqués de Mairena, X marqués de Ayamonte, VII marqués de San Román (antigua denominación), VII marqués de Villamanrique, IV marqués de Monasterio, V marqués de Leganés, VIII marqués de Velada, XIII conde de Monteagudo de Mendoza, VIII conde de Arzarcóllar, XIV conde de Trastámara, VIII conde de Saltés, XVI conde de Nieva y XV conde de Santa Marta de Ortigueira.

1. Casó con Buenaventura Francisca Fernández de Córdoba Folch de Cardona Requesens y de Aragón, XI duquesa de Sessa, XI duquesa de Terranova, XI duquesa de Santángelo, X duquesa de Andría, IX duquesa de Baena, IX duquesa de Soma, XV condesa de Cabra, XVI condesa de Palamós, X contessa di Oliveto, XVI contessa di Trivento, XV vizcondesa de Iznájar, XXV baronesa de Bellpuig, X baronesa de Calonge y baronesa de Linola. Le sucedió su hijo:

- Ventura Osorio de Moscoso y Fernández de Córdoba, IX conde de Lodosa, XI conde de Altamira, VII duque de Sanlúcar la Mayor, V de Atrisco, VII de Medina de las Torres, XII de Sessa, IX de Baena y X de Soma, XV marqués de Astorga, IX de Almazán, X de Poza, V de Morata de la Vega, VI de Mairena, XIII de Ayamonte, VII de San Román (antigua denominación), VIII de Villamanrique, V de Monasterio, VI de Leganés, IX de Velada, XIV conde de Monteagudo de Mendoza, IX de Arzarcóllar, XV de Trastámara, VIII de Saltés, XVII de Nieva, XVI de Santa Marta de Ortigueira, XVI de Cabra, XVII de Palamós, XI conte di Oliveto, XVII conte di Avellino, XVII conte di Trivento, XVI vizconde de Iznájar, XXVI barón de Bellpuig, XI de Calonge y barón de Liñola.

1. Casó con María de la Concepción de Guzmán y Fernández de Córdoba, hija de José de Guzmán y Guevara, VI conde de Montealegre, conde de Quintana del Marco, conde de Castronuevo, conde de los Arcos, XII conde de Oñate y conde de Villamediana, marqués de Campo Real y marqués de Guevara y de su mujer María Felicha Fernández de Córdoba y Spínola. Le sucedió su hijo:

- Vicente Joaquín Osorio de Moscoso y Guzmán (1756-1816), X conde de Lodosa, XII conde de Altamira, VIII duque de Sanlúcar la Mayor, VI de Atrisco, VIII de Medina de las Torres, XIV de Sessa, XI de Baena, XII de Soma y XV duque de Maqueda, XVI marqués de Astorga, X de Almazán, XI de Poza, VI de Morata de la Vega, VII de Mairena, XIV de Ayamonte, VIII de San Román (antigua denominación), IX de Villamanrique, VI de Monasterio, VII de Leganés, XVI de Elche y X de Velada; XV conde de Monteagudo de Mendoza, X de Arzarcóllar, XVII de Trastamara, IX de Saltés, XVIII de Nieva, XVII de Santa Marta, XVII de Cabra, XVIII de Palamós, XVII Vizconde de Iznájar y XXVII barón de Bellpuig.

1. Casó, en primeras nupcias, con María Ignacia Álvarez de Toledo y Gonzaga, hija de Antonio María José Álvarez de Toledo y Pérez de Guzmán el Bueno, X marqués de Villafranca del Bierzo y de María Dorotea Gonzaga y Caracciolo, hija a su vez de Francisco Gonzaga I duque de Solferino.
2. Y en segundas nupcias con María Magdalena Fernández de Córdoba y Ponce de León, hija de Joaquín Fernández de Córdoba III marqués de la Puebla de los Infantes. De su primer matrimonio, le sucedió su hijo:

- Vicente Isabel Osorio de Moscoso y Álvarez de Toledo (1777-1837),  XI conde de Lodosa, XIII conde de Altamira, VII duque de Atrisco, X duque de Sanlúcar la Mayor, IX duque de Medina de las Torres, XV duque de Sessa, XIII duque de Soma, XVI duque de Maqueda, XII duque de Baena, XVII marqués de Astorga, VIII marqués de Leganés, XV marqués de Ayamonte, XI marqués de Velada, X marqués de Villamanrique, XII marqués de Poza, VII marqués de Morata de la Vega, VII marqués de Monasterio, VIII marqués de Mairena, XVII marqués de Elche, IX marqués de San Román (antigua denominación), XI marqués de Almazán, XVIII conde de Cabra, XIX conde de Palamós, X conde de Saltés, XVI vizconde de Iznájar.

1. Casó con María del Carmen Ponce de León y Carvajal, VIII marquesa de Castromonte, V condesa de Garcíez, hija de Antonio María Ponce de León Dávila y Carrillo de Albornoz, III duque de Montemar, VIII marqués de Castromonte, V conde de Valhermoso, IV conde de Garcíez, y de María del Buen Consejo Carvajal y Gonzaga, hija de Manuel Bernardino de Carvajal y Zúñiga, VI duque de Abrantes, V duque de Linares, etc.. Le sucedió su hijo:

- Vicente Pío Osorio de Moscoso y Ponce de León (1801-1864),  XII conde de Lodosa, XIV conde de Altamira, VIII duque de Atrisco, XI duque de Sanlúcar la Mayor, X duque de Medina de las Torres, XVI duque de Sessa, XIV duque de Soma, XIII duque de Baena, XVII duque de Maqueda, IV duque de Montemar, XVIII marqués de Astorga, IX marqués de Leganés, XII marqués de Velada, IX marqués de Castromonte, XVI marqués de Ayamonte, XI marqués de Villamanrique, X marqués de San Román (antigua denominación), XII marqués de Almazán, XIII marqués de Poza, VIII marqués de Morata, IX marqués de Mairena, XVIII marqués de Elche, VIII marqués de Monasterio, XII marqués de Montemayor, X marqués del Águila, XX conde de Palamós, XI conde de Arzarcóllar, XIX conde de Nieva, XI conde de Saltés, VI conde de Garcíez, VI conde de Valhermoso, conde de Cantillana, XVI conde de Monteagudo de Mendoza, XIX conde de Cabra, conde de Trastámara, conde de Santa Marta, XVII vizconde de Iznájar, barón de Bellpuig, conte di Oliveto, Sumiller de Corps de la Reina Isabel II.

1. Casó con María Luisa de Carvajal Vargas y Queralt, hija de José Miguel de Carvajal y Vargas, II duque de San Carlos, VI conde de Castillejo, IX conde del Puerto y de su segunda mujer María Eulalia de Queral y de Silva, hija de Juan Bautista de Queralt, de Silva y de Pinós , VII marqués de Santa Coloma y de María Luisa de Silva VII marquesa de Gramosa y XV condesa de Cifuentes.

Este XII conde de Lodosa, distribuyó entre sus hijos algunos de los títulos que ostentaba:
-María Cristina Osorio de Moscoso y Carvajal fue XI duquesa de Sanlúcar la Mayor y XII condesa de Arzarcóllar.
-María Eulalia Osorio de Moscoso y Carvajal fue X duquesa de Medina de las Torres y IX marquesa de Monasterio.
-María Rosalía Osorio de Moscoso y Carvajal fue XIV duquesa de Baena y IX marquesa de Castromonte y XXI condesa de Nieva, que casó con José María Ruiz de Arana y Saavedra, VIII conde de Sevilla la Nueva. Su hijo Vicente Pío Ruiz de Arana y Osorio de Moscoso fue quién rehabilitó, en 1899, el título de conde de Lodosa, convirtiéndose así en el XIII conde.
El heredero de la mayoría de los títulos fue su hijo José María.
-José María Osorio de Moscoso y Carvajal (1828-1881), XV conde de Altamira, XVI duque de Sessa, XVIII de Maqueda, V de Montemar, XX marqués de Astorga, XI de San Román (antigua denominación), IX de Morata y XI del Águila, XX conde de Trastamara.
1. Casó con Luisa Teresa María de Borbón y Borbón Dos-Sicilias, infanta de España, hija de Francisco de Paula de Borbón y Borbón y de Luisa Carlota de Borbón Dos-Sicilias.

Distribuyó a su hijo Luis María Osorio de Moscoso y Borbón varios títulos y así fue XIX marqués de Ayamonte y XX conde de Cabra. Este hijo no tuvo sucesión. Su hija María Cristina Osorio de Moscoso y Borbón, fue IX duquesa de Atrisco, X marquesa de Leganés y X de Morata de la Vega.
El heredero del resto de los títulos fue su otro hijo Francisco de Asís.
-Francisco de Asís Osorio de Moscoso y Borbón (1847-1924), XVI conde de Altamira, XVII duque de Sessa, XIX de Maqueda, VI de Montemar, XII marqués del Águila y XXI conde de Trastamara.
Casó con María del Pilar Jordán de Urríes y Ruiz de Arana, hija de Juan Nepomuceno Jordán de Urríes y Salcedo, V marqués de Ayerbe, y de Juana Ruiz de Arana.
Su hijo Luis Gonzaga Osorio de Moscoso y Jordán de Urríes fue VII duque de Montemar. En los demás títulos le sucedió su hijo Francisco de Asís.
-Francisco de Asís Osorio de Moscoso y Jordán de Urríes (1874-1952), XVII conde de Altamira, XVIII duque de Sessa, XX de Maqueda, XXI marqués de Astorga, XIII del Águila, XXII conde de Trastamara.
1. Casó, en primeras nupcias, con María de los Dolores de Reynoso y Queralt, XI condesa de Fuenclara, hija de Federico Reynoso y Muñoz de Velasco, VII marqués del Pico de Velasco de Angustina y de Pilar de Queralt y Bernaldo de Quirós, X condesa de Fuenclara.
2. Casó, en segundas nupcias, con María de los Dolores de Taramona y Díez de Entresoto.

Los sucesores de sus títulos fueron:
-Francisco Javier Osorio de Moscoso y Reynoso XXIII conde de Trastamara, XX marqués de Ayamonte y XXI conde de Cabra. Sin descendientes.
-Ramón Osorio de Moscoso y Taramona, hijo de su segundo matrimonio, XXI marqués de Ayamonte, XXII conde de Cabra. Sin descendientes.
-María del Perpetuo Socorro Osorio de Moscoso y Reynoso (1899-1980), su hija, que fue XIX duquesa de Sessa. XXI duquesa de Maqueda, duquesa de Santángelo, XXII marquesa de Astorga, XIV marquesa del Águila, XXII de Ayamonte, XXIII condesa de Cabra, XI condesa de Fuenclara, de Priego y de Nieva, Sigue como XV condesa de Lodosa.
-María de los Dolores Barón y Osorio de Moscoso, hija de la anterior, nieta de Francisco de Asís Osorio de Moscoso y Jordán de Urríes. que fue XVI condesa de Lodosa, XXII duquesa de Maqueda, XIII marquesa de Montemayor, XV del Águila, VI condesa de Valhermoso, condesa de Monteagudo de Mendoza y baronesa de Liñola. Sigue más abajo, como XVI condesa de Lodosa.
-María del Pilar Casanova y Barón, su bisnieta, hija de la anterior, que fue XXIII marquesa de Ayamonte, marquesa de la Villa de San Román , XXIV condesa de Cabra y duquesa de Baños.
-Álvaro Francisco de Asís López Becerra, su tataranieto, que fue XX vizconde de Iznájar.
-Baltasar Carlos de Casanova y Cárdenas y Habsburgo-Lorena, su tataranieto, que fue XIX marqués de Elche.
-María del Pilar Barón y Osorio de Moscoso, su nieta, que fue VIII marquesa del Pico de Velasco de Angustina, XIV condesa de Fuenclara.
-Fernando Barón y Osorio de Moscoso, su nieto, que fue XXIV marqués de Ayamonte, XXIV conde de Cabra.
-María de la Blanca Barón y Osorio de Moscoso, su nieta, que fue XIV marquesa de Almazán, marquesa de Montemayor, condesa de Trastamara, condesa de Monteagudo de Mendoza, de Santa Marta, de Valhermoso, y condesa de Priego.
-Francisco Castellano y Barón, su bisnieto, que fue XIV conde de Nieva y conde de Valhermoso.
El condado de Altamira y otros títulos fueron para su hijo Gerardo.

Rehabilitado en 1899 por:
- Vicente Pío Ruiz de Arana y Osorio de Moscoso (1864-1946), XIII conde de Lodosa (nieto del XII conde de Lodosa), XII marqués de Castromonte, XXI conde de Priego.

1. Casó con Elena de Fontagud y Aguilera. Le sucedió, por cesión, en 1935 su hija:

- María Teresa Ruiz de Arana y Fontagud Osorio de Moscoso y Aguilera (n. en 1895),  XIV condesa de Lodosa. Sin descendientes. Le sucedió:

- María del Perpetuo Socorro Osorio de Moscoso y Reynoso, XV condesa de Lodosa (por rehabilitación y Carta Sucesoria de mejor derecho a la muerte sin dscendientes de la XIV condesa de Lodosa), XX Marquesa de Astorga , GEPC (Carta Sucesoria 29.10.1954), XIX Duquesa de Sessa (C.S. 29.10.1954, cedido 09.12.1955 a su hijo varón primogénito), XXI Duquesa de Maqueda (por Cesión de su padre, 1920), XXIV Condesa de Priego (por Rehabilitación y Carta Sucesoria de Mejor Derecho, 25.02.1966, por muerte sin sucesión de la XXIII Condesa, Da. María Luisa Ruíz de Arana y Fontagud, Osorio de Moscoso y Aguilera), III Duquesa de Santángelo (por Rehabilitación del Título y Carta Sucesoria de 1976), 4 veces GE, etc. El resto de los títulos de su padre, así como los de otras ramas de la familia que se extinguieron, fueron rehabilitados por sus hijos. Renunció a todos los títulos, previa distribución en diferentes fecha, definitivamente en 1976, tomando el velo de clausura en el Convento de la Encarnación de Ávila (*30.06.1899, Madrid-+20.10.1980, Ávila).

1. Casó conLeopoldo Barón y Torres, Caballero de Calatrava (*15.03.1890, Ayamonte-+25.09.1952, Madrid). Le sucedió su hija:

- María de los Dolores Barón y Osorio de Moscoso (n. en 1917), XVI condesa de Lodosa (desde 1967), XXI duquesa de Maqueda, XIV marquesa del Águila, marquesa de Montemayor, condesa de Valhermoso, condesa de Lodosa, condesa de Monteagudo de Mendoza, condesa de Monteagudo de Mendoza, baronesa de Liñola.

Casó con Baltasar de Casanova y de Ferrer. Le sucedió, en 1973, su hijo: 
- Luis María Gonzaga de Casanova Cárdenas y Barón (n. en 1950), XVII conde de Lodosa, "XXII duque de Maqueda", V duque de Santángelo, XXI marqués de Elche, conde de Valhermoso, conde de Monteagudo de Mendoza, "barón de Liñola". Fue desposeído de los títulos de duque de Maqueda y barón de Liñola, en 2005, en favor de su hermana.

1. Casó con la archiduquesa Mónica de Habsburgo-Lorena, hija del archiduque Otto de Habsburgo-Lorena, príncipe heredero de Austria-Hungría y de su esposa, la princesa Regina de Sajonia-Meiningen.